# شهرستان کوستیا (کلرادو)
شهرستان کوستیا، کلرادو (به انگلیسی: Costilla County, Colorado) یک سکونتگاه مسکونی در ایالات متحده آمریکا است که در کلرادو واقع شده‌است.

## خصوصیات
شهرستان کوستیا ۳٬۱۸۵٫۷ کیلومترمربع مساحت دارد.